# Niżnieje (obwód kurgański)
Niżnieje (ros. Нижнее) – wieś (sieło) w Rosji, w obwodzie kurgańskim, w rejonie kurtamyskim. W 2010 liczyła 1018 mieszkańców.